# Richard D'Oyly Carte
Richard D’Oyly Carte, né le 3 mai 1844 à West End et mort le 3 avril 1901 à Londres, est un agent artistique, imprésario de théâtre, compositeur et hôtelier britannique.
Après des débuts modestes, Carte a construit deux théâtres et un empire hôtelier à Londres, tout en créant une compagnie d’opéra en activité depuis plus de cent ans et une agence de gestion représentant certains des artistes les plus importants de son époque.